# 梅莉莎·毕晓普-恩里亚古
梅丽莎·毕晓普（Melissa Bishop，1988年8月5日—）是一名加拿大女子中跑运动员，主攻800米。毕业于温莎大学。她参加过2012年奥运会800米；她以1分57.52秒的成绩赢得2015年世界田径锦标赛800米银牌，成为在800米内达到2分钟以内的第三位加拿大选手，并保持着加拿大女子800米的国家记录。